# Mansard Roof
"Mansard Roof" foi o primeiro single dos Vampire Weekend e antecedeu o álbum de estreia homónimo. Com apenas 2:07 minutos, "Mansard Roof" foi seguido por "A-Punk", "Oxford Comma", "Cape Cod Kwassa Kwassa" e "The Kids Don't Stand A Chance".

## Publicações
Para além de ter sido editado em single, "Mansard Roof" também faz parte de Vampire Weekend EP e de Vampire Weekend.

## Faixas
1. "Mansard Roof" (2:07)
2. "Ladies Of Cambridge" (2:39)